# Валентин Інцко
Валентин Інцко (нім. і словен. Valentin Inzko; нар. 22 травня 1949, Клагенфурт, Австрія) — австрійський дипломат словенського походження, Верховний представник по Боснії і Герцеговині з 26 березня 2009 року.

## Біографія
Валентин Інцко народився в словенській сім'ї в Целовці (Каринтія, Австрія). Його батько, Валентин Інцко-старший, був відомим культурним і політичним активістом місцевої словенської громади. Валентин Інцко-молодший навчався у словенсько-німецькій двомовній школі в муніципалітеті Бистриця-у-Квітах (нім. Feistritz im Rosental). Після закінчення середньої школи в Целовці в 1967 році, він вступив до Університету в Граці, де вивчав юриспруденцію і слов'янську філологію. З 1972 по 1974 рік відвідував Дипломатичну академію у Відні.
У 1974 році Інцко вступив на дипломатичну службу. З 1982 по 1986 рік, він працював прес-аташе посольства Австрії в Белграді. Потім працював в австрійському представництві в Організації Об'єднаних Націй. З 1990 по 1996 рік працював аташе з культури посольства Австрії в Чехії, а з 1996 по 1999 рік австрійським послом у Боснії і Герцеговині. З жовтня по грудень 1992 він входив до складу місії ОБСЄ в регіоні Санджак в Сербії. У 2005 році призначений послом Австрії в Словенії. У березні 2009 року став сьомим Верховним представником з Боснії і Герцеговині, змінивши словацького дипломата Мирослава Лайчака. Інцко таким чином, став другим каринтійським словенцем, який зайняв цю посаду (після Вольфганга Петрича, який був Верховним представником в 1999-2002 роках).
Крім словенської та німецької, Інцко вільно говорить на сербсько-хорватській, російській і чеській мовах.
Він одружений з аргентинською оперною співачкою словенського походження Бернардою Фінк.